# Камчия (курорт)
Вижте пояснителната страница за други значения на Камчия.
Ка̀мчия е черноморски курорт в област Варна, община Аврен.
Намира се на 25 км южно от Варна, до бившето село Долен Близнак (сега южна част на село Близнаци). Половината от пътя е по магистрала „Черно море“. Днес комплексът е доста западнал, въпреки изградената инфраструктура. В курорта летуват най-често руснаци и българи. Има няколко места за отдих, като най-известни са устието на река Камчия и комплекс „Романтика“, който е на няколко километра северно от вливането на реката в Черно море и същинския център на курорта.

## Природа
Камчия е известна със своите лонгозни гори – непроходими и девствени места по Черноморието, които са обрасли с лиани и гъста растителност. Плажовете са просторни, чисти и на места труднодостъпни. Любими са за любителите на риболова и брането на миди.